# 阿努什·安萨里
阿努什·安萨里（波斯語：‎，羅馬化：Anuŝe Ansāri；1966年9月12日—）是伊朗裔美籍工程师，企业家。世界第四位太空游客，首位女性太空游客，首位自费前往国际空间站的女性，首位进入太空的伊朗人。

## 早年
出生于伊朗馬什哈德，少女时代在德黑兰度过。1979年亲历了伊斯蘭革命，1984年移居美国。他的母语是波斯语，后来又掌握了英语和法语。
她在費爾法克斯的喬治梅森大學取得了电机工程学和计算机科学学士学位，在喬治·華盛頓大學取得了电气工程硕士学位。

## 创业
毕业后，她在世通公司工作，遇到了哈米德·安萨里。1991年，两人结婚。1993年，当电信产业超常发展时，她劝说丈夫和内弟阿米尔·安萨里，利用他们的积蓄共同创立了电信技术股份有限公司。该公司总部位于德克萨斯州的理查德森，主要提供软交换技术，使电信服务商能够提高系统性能，降低运营成本并增加收入。其产品通过软件交换技术，让现有电信网络与下一代通信网络集成为一体。在安萨里的努力下，公司取得了三项关键技术的专利，被《Inc.》杂志评为500家成长最快的企业之一。2001年，公司被索纳斯网络公司收购，股票交易总额为1080万股，安萨里担任全球副总裁兼智能IP系统部门总经理。2000年获得美国《女经理人》杂志评出的优秀企业家奖。2001年入选美国《财富》杂志“40位40岁以下精英”排行榜。
2006年，她联合创建了普罗迪亚系统公司，并担任董事长兼首席执行官。这是一家由安萨里家族私人所有的技术和服务管理公司，其开发中心分散在德克萨斯州理查德森和硅谷。

## 太空旅行
安萨里是X奖基金会愿景圈和董事会成员。2004年5月5日，正值艾伦·谢泼德太空飞行43周年之际，她和阿米尔·安萨里共同为X奖基金会捐款了数百万美元。为纪念这笔捐款，奖金名称更改为安薩里X大獎。同时，她领导的普罗迪亚系统公司已经与太空探險公司和俄羅斯航太建立了合作伙伴关系，以建造一个用于全球商业用途的亚轨道航天飞行器。
2006年初，安萨里以太空游客的身份，接受了太空探險公司联盟号国际空间站计划的培训。从4月份开始，她在莫斯科东北郊的加加林宇航员培训中心经过了严格的体检，并接受了数周训练，包括体能训练、重力测试、枪支使用（以防飞船紧急迫降野生草原能开枪自保）。她原本是榎本大輔的替补。2006年8月21日，榎本在任务体检中不合格，安萨里成为了联盟TMA-9任务的主队员。据悉，安萨里的太空游要价不菲，虽然未透露具体数字，但媒体估计应当与前三位太空游客的旅费相当：约合2000万美元。如果平均算下来，相当于每秒29美元。不过对于她的巨额资产来说只不过是“九牛一毛”。安萨里还表示，她认为自己是“航天参与者”，而非普通的“太空游客”。她说，游客是买了票就可以去某个地方的人，不需要训练6个月。
她是科幻电视剧和系列影片《星际迷航》的影迷，从小就梦想成为一名宇航员，遨游太空。
在被问及希望通过太空飞行达成什么成就时，安萨里说：“我希望能通过这次行动来激励每一个人 - 特别是世界各地的年轻人，广大女性朋友和年轻女孩，以及性别不平等的中东国家 - 不要放弃梦想，大胆地去追求......即使看上去遥不可及。我相信，如果将梦想留在心里，慢慢滋养，抓住机遇，就一定能实现它。”《星期日泰晤士报》评论说，安萨里的太空游还有另一层深意，可能对伊朗等中东地区的妇女解放运动产生积极影响。伊朗商人卡迈勒·纳齐里说：“在伊朗，许多女性几乎没有机会干一番事业。（安萨里）即将成为第一位进入太空的伊朗裔妇女，这是一巨大突破，将刺激更多女性做出努力，去改善自己的生活。”在临行的前一天，她接受了伊朗国家电视台天文节目的采访。节目主持人预祝此行顺利，并代表伊朗人民对她表示感谢。安萨里也感谢了伊朗人民。

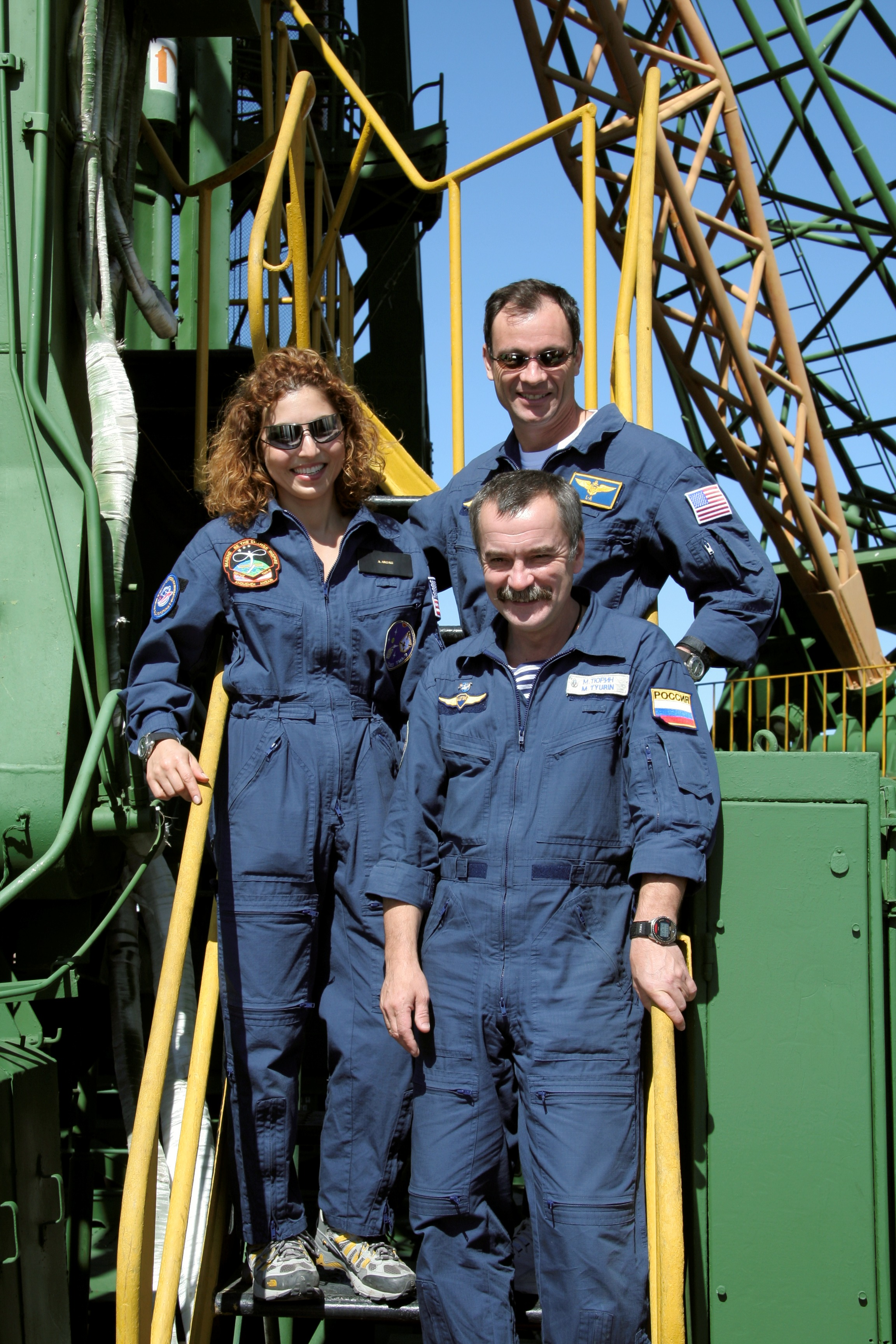
临行前

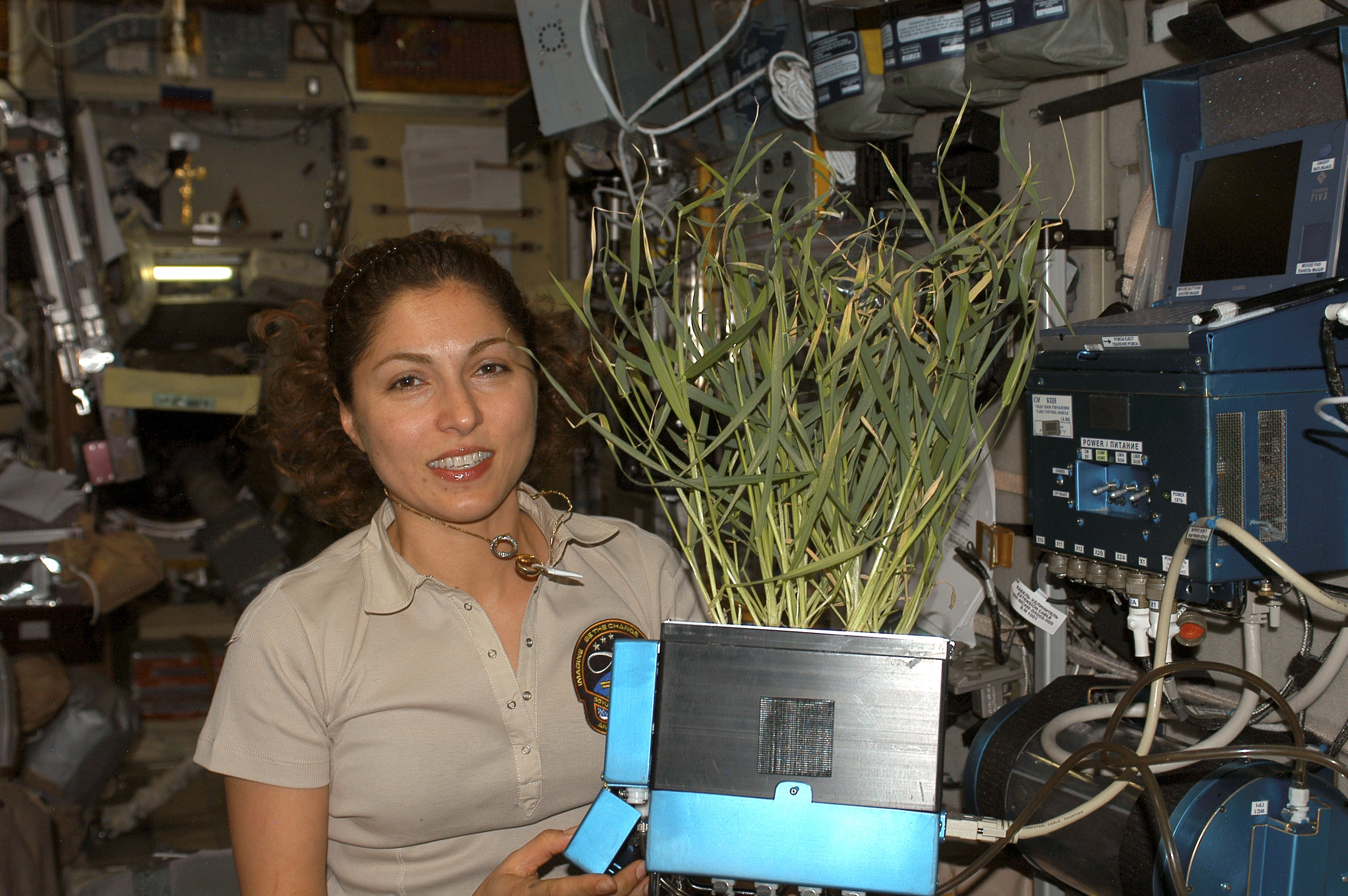
安萨里在国际空间站星辰号服务舱

安萨里跟随两名远征14任务宇航员乘坐联盟TMA-9前往国际空间站。这两位专业宇航员是：指令长，俄罗斯籍宇航员米哈伊尔·秋林；飞行工程师，西班牙裔美籍宇航员迈克尔·洛佩斯-阿莱格里亚。搭载飞船的联盟-FG运载火箭是在协调世界时2006年9月18日4时08分点火发射的。9月20日协调世界时5时21分，飞船成功与国际空间站对接。在国际空间站的九天里，她代表欧洲空间局进行了四项试验：
- 新细胞溶解实验（研究贫血的机制）；
- 背痛实验（研究失重环境下肌肉的变化如何影响腰部疼痛）；
- 2号染色体的实验（太空辐射对国际空间站任务队员的影响）；
- 国际空间站的细菌采样实验（观察由地球带到空间站的微生物生命形式以及传播方式）。

在太空，她仍然没有忘记自己在地球上的公司，每天照例用电子邮件处理公司和日常事务。她还将自己在太空中的所见所感写进了博客，成为首位在太空中写博客的太空游客。
|                 | “从太空看地球，她的壮观美丽不禁令我热泪盈眶。遥望地球，你会发现她没有边界，没有民族和种族之分，你的看法就会完全改变，你想到的不会是你的家或者你的国家，你放眼看到的是整个人类的家园——地球。” |
| ——阿努什·安萨里 | |

9月29日1时13分，她和杰弗里·威廉姆斯、帕维尔·维诺格拉多夫乘坐联盟TMA-8返回舱成功降落在哈萨克斯坦阿尔卡雷克以北90公里处。3架飞机和12架飞机上的研究和救援队伍开始追踪飞船的轨迹并帮助3人离开舱体。一名官员给她送上一大束系着粉色缎带的红玫瑰。丈夫哈米德从椅子后面突然出现，给了她一个吻。两人互相拥抱以示庆祝。之后，救援队员驾驶直升机，将他们送到庫斯塔奈，举行庆祝仪式。

### 小插曲
俄罗斯宇航局为了迎接安萨里的“旅行”，特地对联盟号飞船的厕所进行了改装，专门为她增设了一套卫生设备。安萨里带上了保湿霜、唇膏和护肤液等必备化妆品，还准备了“呕吐袋”，以防在太空晕船。
安萨里希望能通过“旅行”，来促进国际友谊，使美国和伊朗化敌为友。她在太空服上佩戴了美国和伊朗国旗徽章，以纪念养育她的两个国家。少数美国媒体曾错误地推测，她会使用1979年伊朗伊斯兰革命前的国旗版本。不过在临行前，美俄航天官员坚持要求她将伊朗国旗去掉，两国政府还要求她不要在国际空间站发表政治性言论。

## 社会反响

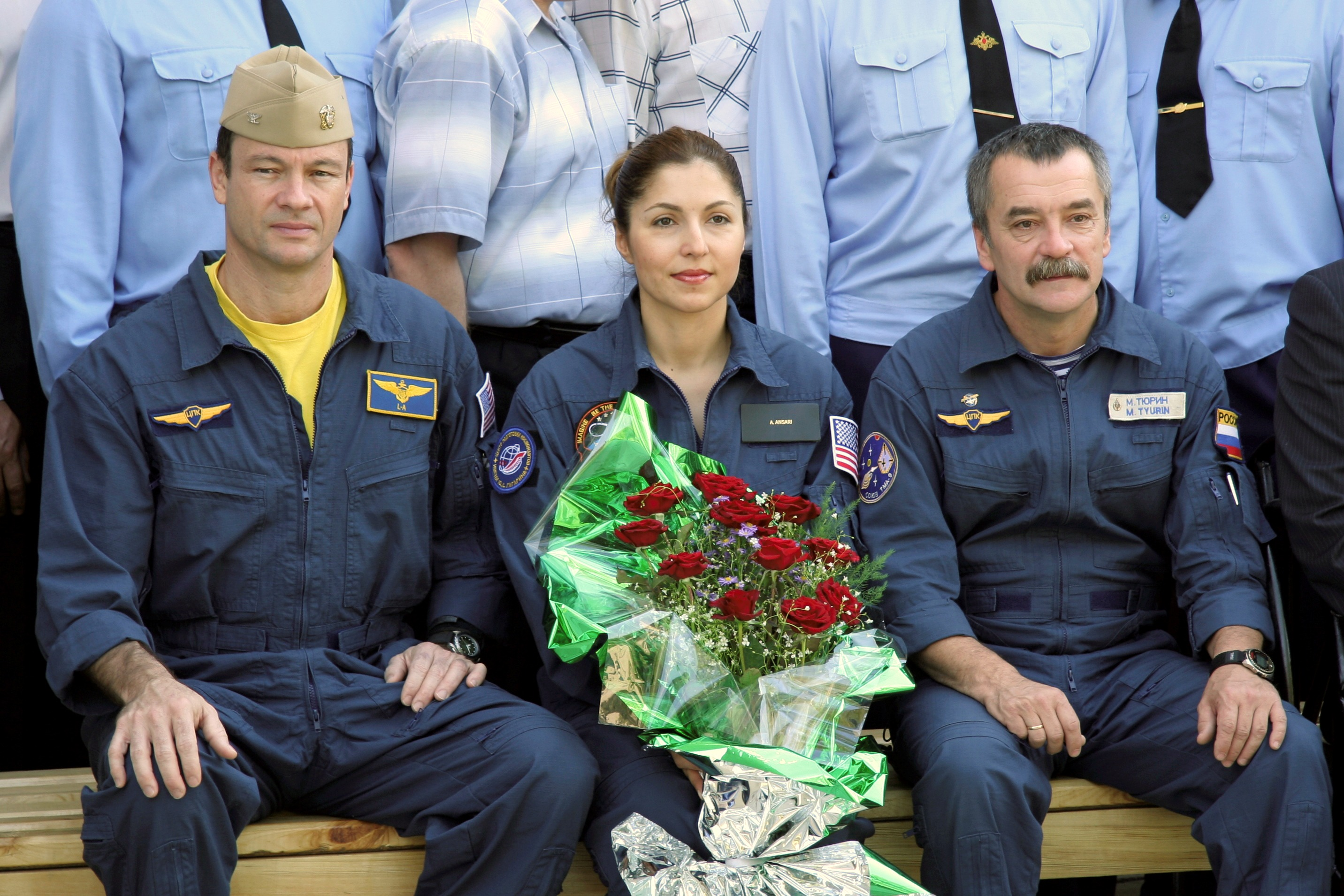
从左至右依次为：美国航天员洛佩斯-阿莱格里亚、安萨里、俄罗斯宇航员秋林（2006年9月5日）

伊朗伊斯兰共和国广播电视台对此次太空任务进行了大幅报道，并在《夜空》节目播放了一小时的直播采访。9月18日，安萨里成功进入太空的当天，德黑兰的各大报章均报导了此消息。改革派报纸在显眼位置刊登了安萨里穿着太空服的大幅照片，并以“第一个成功进入太空的伊朗人”作为大标题。而保守派报纸《世界报》也进行了不少报道，并援引她的话说“希望能在太空看见伊朗”。伊朗天文學杂志《天文》发布了安萨里临行前的独家专访，其中她谈到了自己对商业太空飞行的前程愿景。当国际空间站经过伊朗城市上空时，《天文》杂志也组织了爱好者的观测活动。

## 社会活动
2009年，安萨里的形象出现在瑞士独立电影制作人克里斯蒂安·弗雷的纪录片《太空游客》中。

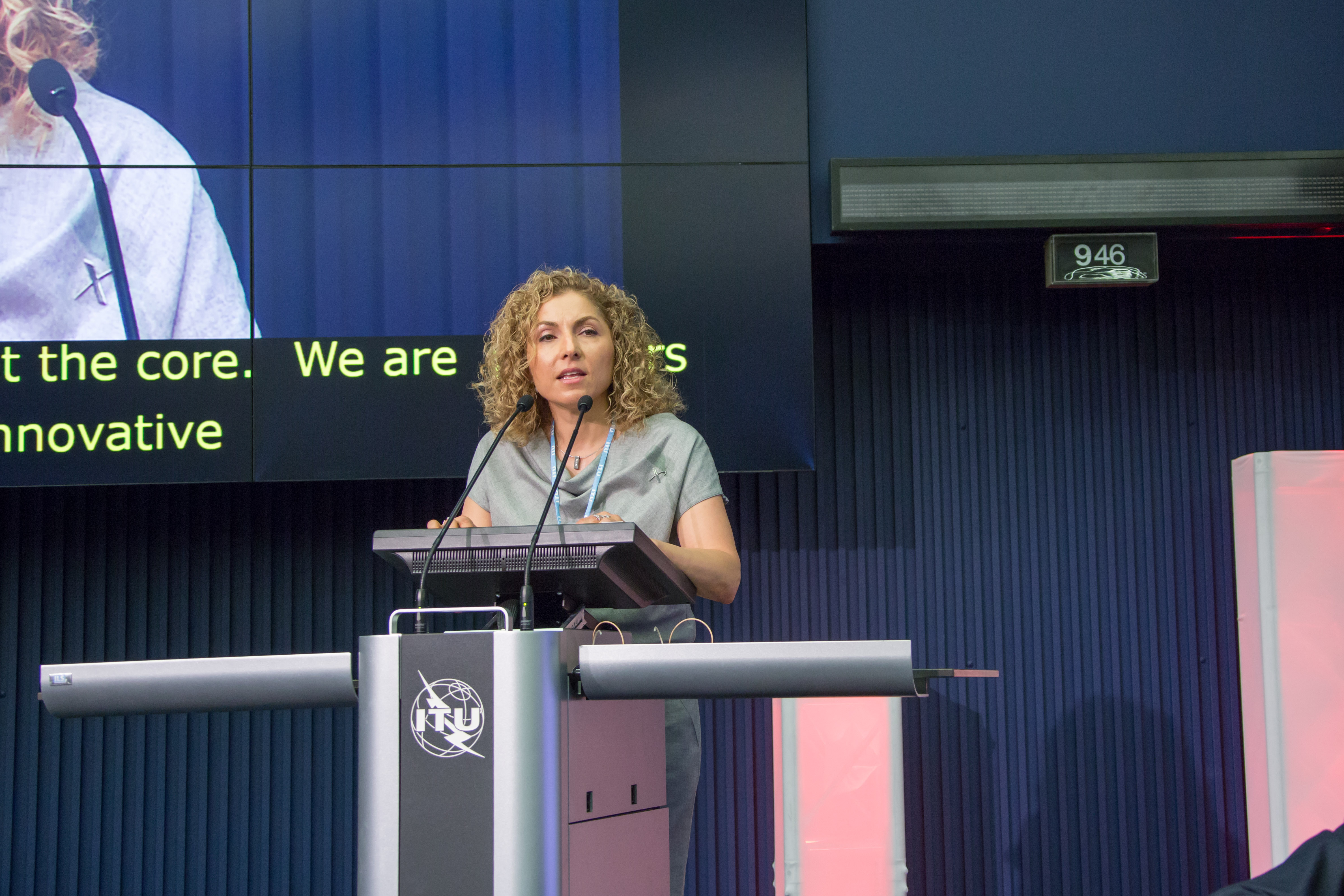
安萨里在2018年人工智能全球峰会

她和荷默·希坎姆合著了回忆录《我的星之梦》，2010年由帕爾格雷夫·麥克米蘭出版。
2013年4月25日，她在犹他谷大学毕业典礼进行了演讲，并获得了荣誉科学博士学位。
2014年9月12日，她与其他16名宇航员在深圳会展中心2号馆生物展现场参与了太空探索者协会年会社会活动日活动，及2014深圳国际生物/生命健康产业展览会。
2017年2月26日，她和菲劳斯·纳德里出现在第89屆奧斯卡金像獎颁奖典礼，代替以《推銷員》获得最佳國際影片獎的伊朗导演阿斯哈·法哈蒂领奖。 安萨里在台上读出法哈蒂的声明。法哈蒂因为伊朗成为特朗普“穆斯林禁令”中的国家之一而选择不出席典礼。他之所以选择了安萨里和纳德里作为他的代表，是因为他们都是成功移民美国的伊朗裔代表。
安萨里曾任北德克萨斯願望成真基金和科林儿童宣传教育中心董事会成员。她也积极活跃于许多非营利组织，包括伊朗裔美国妇女基金会。